# قوانين الغازات

قوانين الغازات هي مجموعة من القوانين التي تصف العلاقة بين حرارة وضغط وحجم الغازات والعلاقة بين الضغط p والحجم V هي علاقة عكسية، والعلاقة بين الضغط p ودرجة الحرارة T "بالكلفن" هي علاقة طردية، والعلاقة بين الحجم V ودرجة الحرارة T "بالكلفن هي علاقة طردية. وهي مجموعة من القوانين التي استنتجت في أواخر عصر النهضة وبدايات القرن التاسع عشر.

## القوانين الثلاثة الأولى
- قانون بويل (1662، مختص بالضغط والحجم):

«عند ثبوت درجه الحراره ، فإن الضغط الواقع علي الغاز يتناسب عكسيا مع حجمه  اي كلما زاد الضغط مع ثبوت درجه الحراره قل حجم الغاز ».
{\displaystyle {P_{1}V_{1}}={P_{2}V_{2}}\,}
- قانون شارل  (1787، مختص بالحجم والحرارة):

«ان حجم كمية معينة من الغاز تحت ضغط ثابت تتغير طرديا مع درجة الحرارة».
{\displaystyle {\frac {V_{1}}{T_{1}}}={\frac {V_{2}}{T_{2}}}}
- قانون غاي-لوساك (1809، مختص بتغير الضغط عند درجة الحرارة):

«إذا وضعت كمية من الغاز في وعاء مغلق ذي حجم ثابت فإن ضغط الغاز يتناسب طرديا مع درجة الحرارة».
{\displaystyle {\frac {P_{1}}{T_{1}}}={\frac {P_{2}}{T_{2}}}}

القانون العام للغازات
وهو يجمع بين القوانين الثلاثة الأولى.
{\displaystyle \qquad {\frac {P_{1}V_{1}}{T_{1}}}={\frac {P_{2}V_{2}}{T_{2}}}}

## قانون أفوجادرو
«تحتوي احجام متساوية من غازات مختلفة عند نفس درجة الحرارة والضغط على عدد متساو من الجزيئات».
{\displaystyle {\frac {V}{n}}=k\,}

## قانون الغازات المثالية
{\displaystyle PV=nRT\,}
حيث:
- P: الضغط، (الوحدات المستخدمة: ضغط جوي).
- V: حجم الحيز، (الوحدات المستخدمة: متر مكعب).
- n: كمية المادة (تقريبا عدد المولات في الغاز).
- R: ثابت الغازات العام، (الوحدات والعدد المستخدم: 0.0821 لتر * ضغط جوي / مول * كلفن).
- T: درجة الحرارة، (الوحدة: كلفن).

للقانون صيغة أخرى هي:
{\displaystyle PV=kNT\,}
حيث:
- k: ثابت بولتزمان.
- N: عدد الجزيئات.

تعد هذه القوانين دقيقة تماما في حالة الغازات المثالية فقط، والتي تتجاهل التفاعلات الجزيئية داخل الغازات، إلا أن قانون الغازات المثالية يعد تقريبا جيدا لمعظم الغازات العادية في ظروف ضغط وحرارة متوسطين.
لهذا القانون عدة ملحوظات هامة:
1- إذا ظلت كل من الحرارة والضغط ثابتين، يكون حجم الغاز متناسب طرديا مع عدد الجزيئات في الغاز.
2- إذا ظلت كل من الحرارة والحجم ثابتين، يكون ضغط الغاز متناسب طرديا مع عدد الجزيئات في الغاز.
3- إذا ظل عدد جزيئات الغاز ثابتا وظلت الحرارة ثابتة، يكون ضغط الغاز متناسب عكسيا مع الحجم.
4- إذا ظل عدد جزيئات الغاز ثابتا وتغيرت الحرارة، فلن يتغير أيا من (أو كلا من) بشكل طردي مع الحرارة.